# Dörpmühle

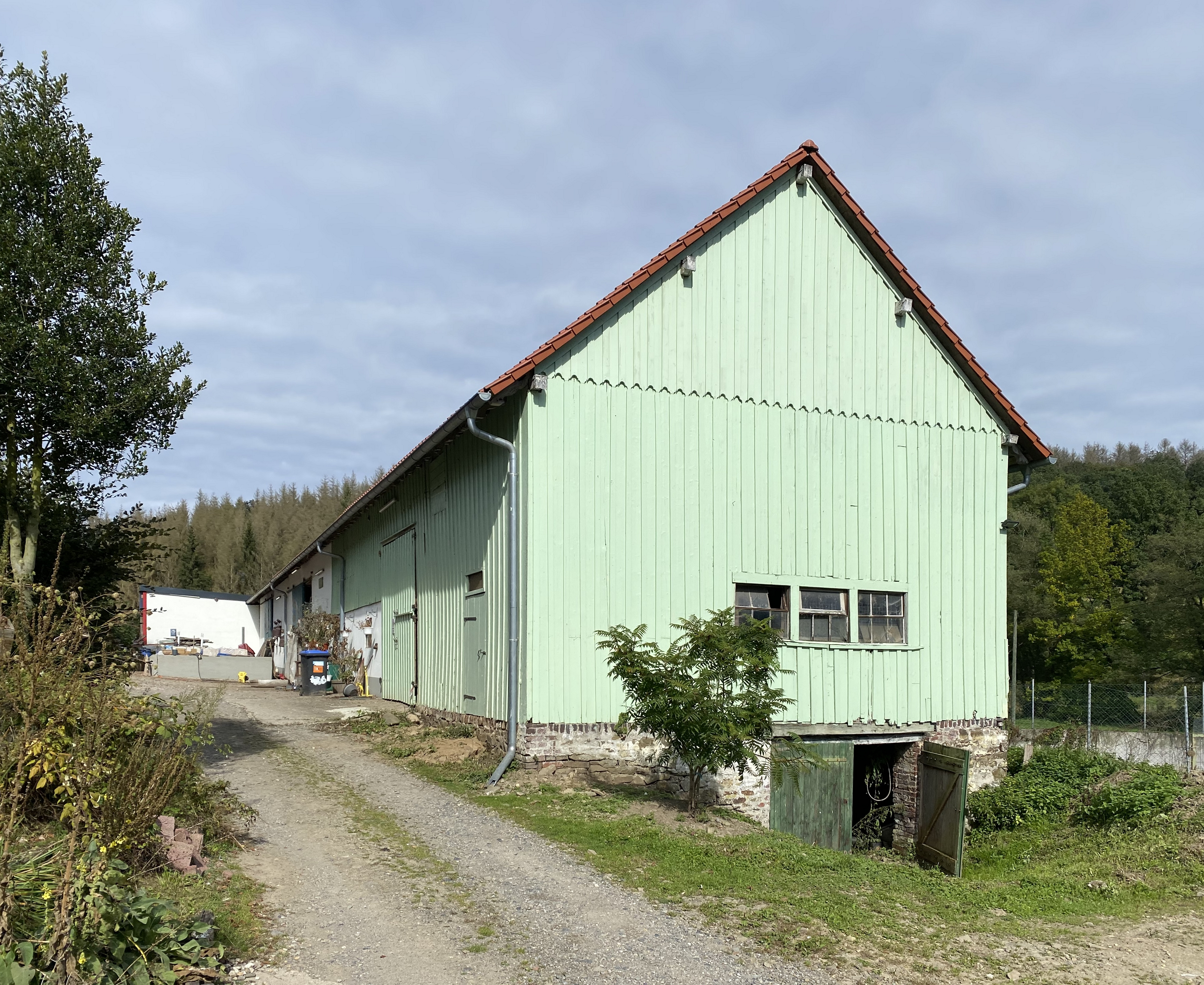
Denkmalgeschütztes Nebengebäude

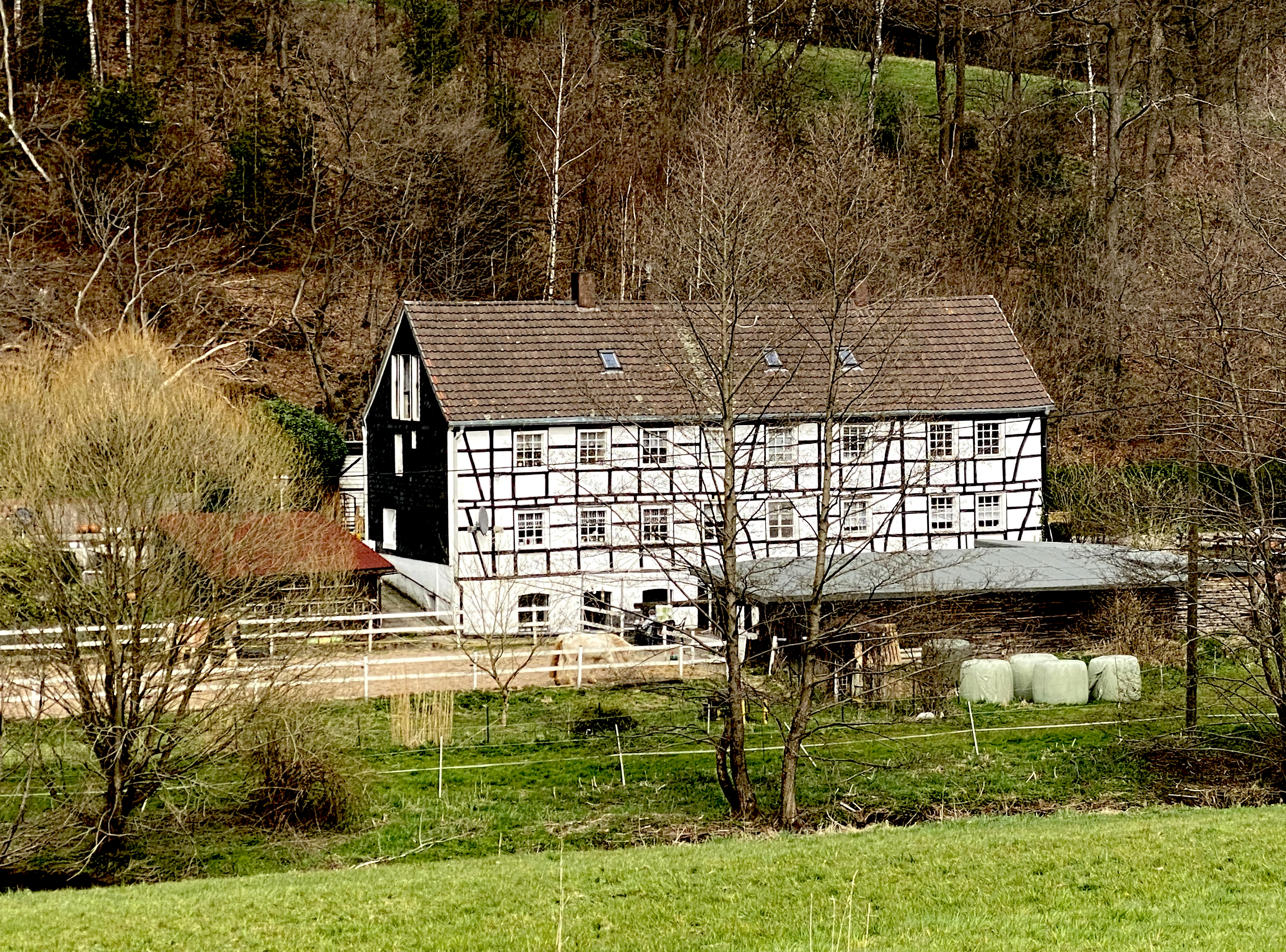
Baudenkmal Hangberg 1 – war Teil der Tuchfabrik C. Bockhacker

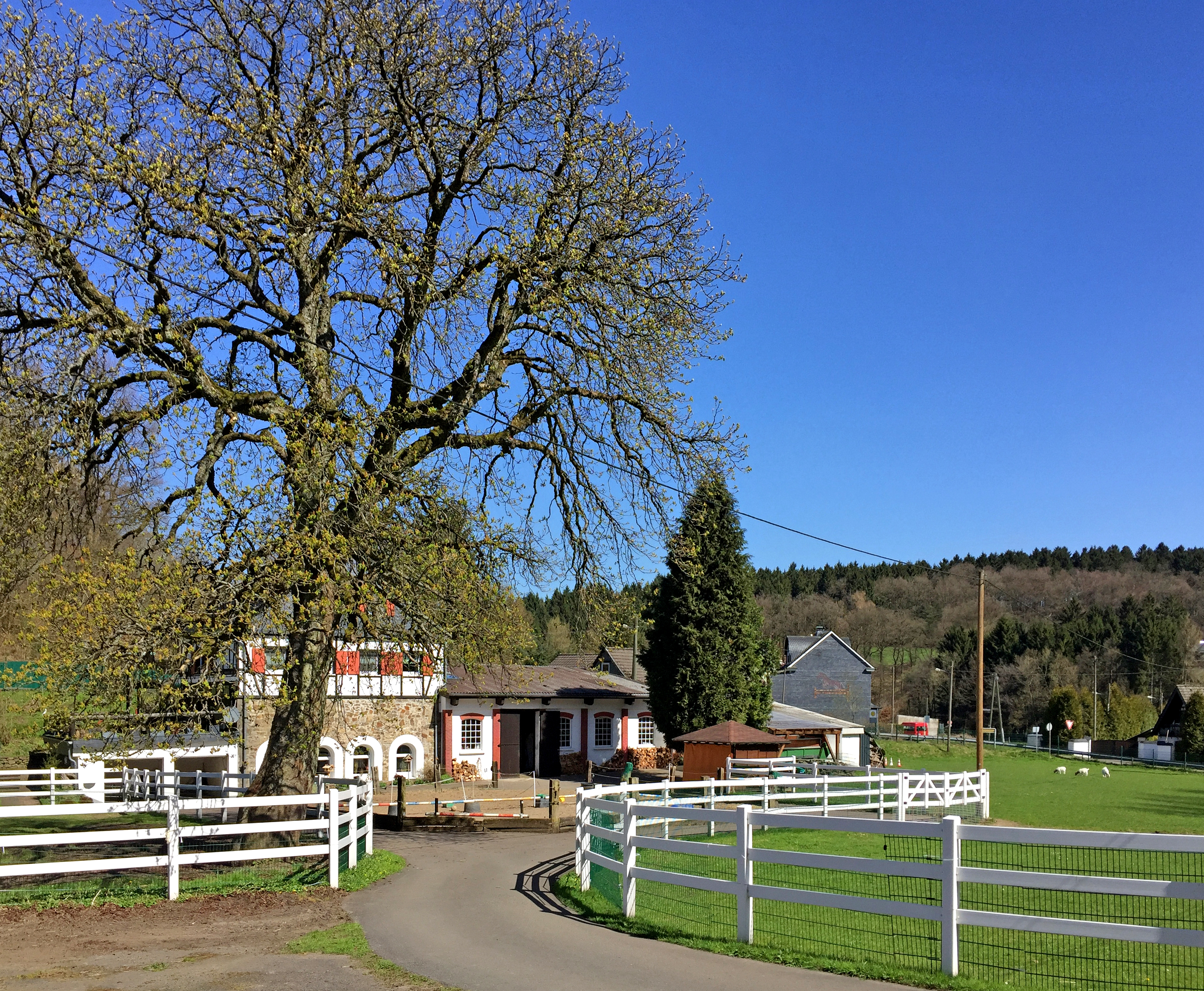
Reiterhof Dörpmühle 125

Dörpmühle ist ein zur kreisfreien Großstadt Remscheid gehörender Weiler im Dörpetal in Nordrhein-Westfalen und liegt zwischen Forsten und Hückeswagen. Laut einer Hebeliste von 1881 gehörte Dorpmühle damals zur Lüdorfer Honschaft.

## Geschichte
Erstmals erwähnt wurde die heutige Wohnsiedlung Dörpmühle im Jahre 1484 als „in der Durypmolen“. Vermutlich war die Ortschaft Standort einer der drei ältesten Eisenhämmer im Bergischen Land. Sie wurde als Wassermühle betrieben. In Urkunden von 1490 ist die Rede von einem „hannes rockhol“ oder „roeckholl“, der als „smet (Schmied) op der durpe“ bezeichnet wurde und die Wasserkraft des Baches für sein Handwerk nutzte.
Um 1690 entstanden zwei untereinander liegende Walkmühlen an einem Teich, von denen die eine einem Christian in der Dörpmühle und die zweite einem Johann in der Dörpmühle gehörte. Nach einem Besitzerwechsel im Jahre 1723 wurde die zweite Mühle um ein Walkrad erweitert.
1827 gingen beide Walkmühlen in den Besitz der Tuchfabrik Carl Bockhacker (1794–1869) zu Hückeswagen, die 1820 gegründet worden war, über. Damals war die heutige Ortschaft Dörpmühle ein bedeutsamer Standort der Tuchindustrie.
1835 erschienen die Mühlen im Lenneper Mühlenkataster als Wollspinnerei und Walkmühle mit je einem oberschlächtigen Wasserrad. Im Zuge einer Erweiterung im März 1841 entstand ein Neubau mit einer Walkerei, Schererei und Spinnerei, zwei Assortiments, zehn Spinnmaschinen, zwei Wölfen, zwei Kratzmaschinen, fünf Schubbelmaschinen sowie einer Dampfmaschine mit 12 bis 14 PS. Zum Betrieb der Anlagen wurden 100 Arbeiter beschäftigt.
Mit einer Konzession vom 7. August 1843 erhielt Carl Bockhacker für seine Fabrik am Hangberg ein neues Wasserrad.  Er vergrößerte den Stauteich und versah ihn mit einem Wehr. 1845 bekam der Teich neue Dämme. Ein neuer Dampfkessel zum Betrieb einer Dampfmaschine wurde am 19. November 1850 installiert. Das abgebildete 2-stöckige Fachwerkgebäude  Hangberg 1 war Teil dieser Tuchfabrik – genutzt zu 2/3 als Fabrik und zu 1/3 für Wohnzwecke. Es ist ein gelistetes Baudenkmal der Stadt Hückeswagen.
Am 3. März 1853 übereignete Carl Bockhacker die gesamte Anlage seinen Schwiegersöhnen. Die Firma erhielt den Namen Carl Bockhackers Nachfahren GmbH. Sie besaß 1897/98 in Dörpmühle 40 Parzellen mit mehr als 14 Hektar.
Nach mehreren Besitzerwechseln ab 1902 verkaufte der Inhaber Wilhelm Holthaus schließlich 1921 alle Fabrikgebäude, die danach bis auf einige Reste abgerissen wurden. 1956 gingen die Restanlagen der Fabrik auf den Hilgener Kaufmann Karl Roth und seine Ehefrau über.
Von dem ehemaligen Komplex sind heute noch ein langer Obergraben entlang der Straße zwischen Forsten und Hückeswagen sowie einige zu Wohnhäusern umgebaute Bruchsteingebäude zu erkennen.

## Denkmalschutz
Das Haus Dörpmühle 122 wurde am 15. Juni 1983 unter der Nummer 58 und das Nebengebäude am 20. Mai 2017 unter der Nummer 671 in die Liste der Baudenkmäler in Remscheid eingetragen.